# Marques Brownlee
Marques Keith Brownlee (* 3. Dezember 1993 in Maplewood, New Jersey), auch bekannt unter seinem Pseudonym MKBHD, ist ein US-amerikanischer YouTuber und professioneller Ultimate-Frisbee-Spieler. Seine Videos sind auf den Bereich moderner Technologien spezialisiert, insbesondere Smartphones, Computertechnik und andere Unterhaltungselektronik. Er gehört zu den bekanntesten Vertretern im Technikbereich.

## Privatleben
Brownlee wuchs im Ort Maplewood im US-Bundesstaat New Jersey auf, wo er die Columbia High School besuchte. Im Anschluss absolvierte er ein Studium der Wirtschaftsinformatik am Stevens Institute of Technology, das er im Mai 2015 abschloss. Anschließend widmete er sich in Vollzeit der Produktion seiner Videos und deren Präsentation auf YouTube. Er nutzte jahrelang seine eigene Wohnung als Produktionsstudio, bis er im Frühling 2016 eine Gewerbefläche in der benachbarten Stadt Kearny mietete, die ihm seitdem als Hauptstandort dient. Im Mai 2024 wurde ihm von seiner Alma Mater die Ehrendoktorwürde verliehen. Brownlee ist außerdem professioneller Ultimate-Frisbee-Spieler für den Verein New York Empire (2022).

## YouTube-Karriere
Sein Kanal wurde bereits im März 2008 angelegt. Ab 2009 produzierte er erste Technikvideos, in denen er Produkte rezensierte, die er bereits besaß. Dabei handelte es sich zum Großteil um Standbilder mit einer überlagerten Tonspur, die er mit einem Mikrofon aufgezeichnet hatte. Eine große Zahl seiner ersten Werke waren außerdem primär Anleitungen für Hardware und Freeware. Inzwischen verdankt er seinen hohen Bekanntheitsgrad vor allem seinen ausführlichen Rezensionen und Erprobungen von neuen Smartphones verschiedenster Marken. Zu seinem Testportfolio gehören aber auch Notebooks, Kopfhörer, Smart-Home-Equipment, Monitore und Fernseher. Seit dem Kauf eines vollelektrischen Pkws der Marke Tesla berichtet er auch vereinzelt über Entwicklungen aus der Elektroautomobilbranche.
Brownlees Videos sind bekannt für ein tiefgehendes Verständnis der von ihm benutzten Produkte und das Eingehen auf die Wünsche seiner Zuschauer, mit denen er über diverse Soziale Medien in Kontakt steht. In sogenannten „Frage-und-Antwort-Videos“ stellt er sich in regelmäßigen Abständen direkten Fragen seines Publikums. Für seine Show interviewte er auch bekannte Persönlichkeiten wie den Tesla-CEO Elon Musk, Microsoft-Gründer Bill Gates, Facebook-Gründer Mark Zuckerberg, Schauspieler Will Smith, Basketballspieler Kobe Bryant und den ehemaligen US-Präsidenten Barack Obama.
Seit Ende 2014 wird einmal jährlich ein Smartphone-Award vergeben, bei dem die seiner Meinung nach besten Produkte des vergangenen Jahres in verschiedenen Kategorien vorgestellt werden.

## Kontroversen

### Panels
Im September 2024 veröffentlichte Brownlee die App Panels für iOS und Android, die es Nutzern ermöglicht, ausgewählte Hintergrundbilder zu durchsuchen und herunterzuladen. Die App stieß auf breite Kritik aus der Tech-Community, vor allem wegen ihres Abo-Modells, das mit einem Preis von 12 US-Dollar pro Monat oder 50 US-Dollar pro Jahr als überteuert angesehen wurde. Weitere Kritikpunkte waren die Einbindung von In-App-Werbung (für kostenlose Nutzer), die insgesamt niedrige Qualität, Datenschutzbedenken und die Aufnahme von KI-generierter Kunst in das Portfolio der verfügbaren Hintergrundbilder.
Brownlee reagierte später auf die Kritik, indem er die Preise deutlich senkte und die meisten der angesprochenen Probleme behob.

### Geschwindigkeitsüberschreitung
Am 11. November 2024 veröffentlichte Brownlee eine gesponserte Rezension für eine Action-Kamera von DJI. Das Video geriet unter starke Kritik, da es eine POV-Aufnahme enthielt, in der Brownlee mit einer Geschwindigkeit von 95 Meilen pro Stunde (153 km/h) in einem Wohngebiet fuhr, in dem die zulässige Höchstgeschwindigkeit bei 35 Meilen pro Stunde (56 km/h) lag. Es wurde zudem bemerkt, dass der Tacho in der Aufnahme unscharf gemacht worden war, was zu Spekulationen führte, dass Brownlee dies absichtlich getan haben könnte, um die tatsächliche Geschwindigkeit zu verbergen. Der entsprechende Teil des Videos wurde später nachträglich entfernt. 
Nach den Gesetzen des Bundesstaates New Jersey – dem Ort der Aufnahme – können Brownlees Handlungen allein nicht als rücksichtsloses Fahren gewertet werden. Dennoch war dies die größte Kontroverse seiner Karriere, und mehrere Internetpersönlichkeiten sowie Nachrichtenportale stellten seine Moral infrage. Brownlee entschuldigte sich auf X für sein Verhalten und räumte seine Fehler ein, was gemischte Reaktionen hervorrief.